# Barany (powiat olecki)
Barany (niem. Barannen) – wieś w Polsce położona w województwie warmińsko-mazurskim, w powiecie oleckim, w gminie Świętajno. W latach 1975–1998 miejscowość administracyjnie należała do województwa suwalskiego.
Nazwa wsi pochodzi od nazwiska osadnika. Wieś czynszowa lokowana 20 czerwca 1562 r. na 40 włókach. W tym czasie starosta książęcy Wawrzyniec von Halle sprzedał zasadźcom Stańkowi Baranowi i Błażejowi Krzywińskiemu cztery włóki sołeckie, między istniejącymi już wsiami: Czukty a Kiliany. Osadnicy otrzymali 10 lat tzw. wolnizny (zwolnienie od szarwarku i czynszu na czas zagospodarowania). W 1600 r. w Baranach mieszkali sami Polacy. W 1830 roku powstała szkoła. W 1935 do szkoły uczęszczało 37 uczniów. W roku 1938 wieś liczyła 147 mieszkańców. W tym samym roku władze hitlerowskie zmieniły nazwę urzędowa wsi na Barnen.